# Länsväg Z 570
Länsväg Z 570 är en länsväg i Bräcke kommun i Jämtlands län som går mellan byn Rensved (Länsväg 568) och tätorten Pilgrimstad (E14). Den är fyra kilometer lång och passerar bland annat byn Hållborgen.
Vägen är till större delen belagd med grus, detta med undantag för en kortare sträcka inom tätorten Pilgrimstad som är asfalterad. Där heter vägen Kvarnvägen respektive Stationsvägen.
Vägen ansluter till:
- Länsväg Z 568 (vid Rensved)
- Europaväg 14 (vid Pilgrimstad)